# Cifesa
Cifesa, acronimo di Compañía Industrial de Film Español è una società spagnola di produzione e distribuzione cinematografica.
Fu fondata nel 1932 a Valencia dalla famiglia Trénor, anche se la creazione e la parte artistica veniva gestita dalla famiglia Casanova che riuscì a firmare un contratto di distribuzione esclusiva in Spagna delle pellicole prodotte dalla statunitense Columbia Pictures.
Accanto alla distribuzione di queste pellicole iniziò la produzione di pellicole che avrebbero presto incontrato il grande successo popolare creando una impresa molto simile agli studios di Hollywood.
Nonostante la guerra civile la società, pur se divisa sia in senso territoriale che ideologico (erano state create tre società in tre diverse città di cui una a favore degli insorti), riuscì a sopravvivere e si presentò negli anni quaranta come la maggiore produttrice cinematografica del decennio potendo vantare un reparto artistico e tecnico di grande livello, in questo aiutata anche dalla nuova legislazione a favore dell'industria cinematografica voluta dal regime di Franco.
Negli anni però la produzione di pellicole venne ridotta a favore delle co-produzioni prima e della sola distribuzione in seguito.
I motivi della chiusura non sono mai stati chiariti, da un lato si parla di difficoltà economiche dovuti agli alti costi e alla concorrenza straniera, dall'altro la politica delle grandi superproduzioni non incontrava sempre il successo del pubblico.
Il motivo della chiusura per molti è legato al film La dolce vita di Federico Fellini del 1960: pur di ottenere la distribuzione in esclusiva la CIFESA anticipò una ingente somma ma la censura decise di vietare la pellicola in Spagna e la società non poté recuperare il denaro investito.
L'ultima pellicola venne prodotta nel 1961 e la società chiuse definitivamente i battenti nel 1964.
Come i grandi studios americani Cifesa poteva vantare contratti in esclusiva con i maggiori artisti dell'epoca, come ad esempio le attrici Imperio Argentina, Amparo Rivelles e Aurora Bautista, i registi Luis Lucia, Rafael Gil e Juan de Orduña.

## Selezione di film
- Es mi hombre, regia di Benito Perojo (1934)
- La hermana San Sulpicio, regia di Florián Rey (1934)
- La verbena de la Paloma, regia di Benito Perojo (1935)
- Nobleza baturra, regia di Florián Rey (1935)
- Morena Clara, regia di Florián Rey (1936)
- La reina mora, regia di Eusebio Fernández Ardavín (1937)
- La gitana (La gitanilla), regia di Fernando Delgado (1940)
- Boy, regia di Antonio Calvache (1940)
- Amore di ussaro, regia di Luis Marquina (1940)
- El hombre que se quiso matar, regia di Rafael Gil (1942)
- La culpa del otro, regia di Ignacio F. Iquino (1942)
- Noche fantástica, regia di Luis Marquina (1943)
- Ella, él y sus millones, regia di Juan de Orduña (1944)
- El clavo, regia di Rafael Gil (1944)
- Don Chisciotte della Mancia (Don Quijote de la Mancha), regia di Rafael Gil (1947)
- Giovanna la pazza (Locura de amor), regia di Juan de Orduña (1948)
- La corrida della morte (Currito de la Cruz), regia di Luis Lucia (1949)
- La pantera di Castiglia (Agustina de Aragon), regia di Juan de Orduña (1950)
- Figli traditi (Pequeñeces...), regia di Juan de Orduña (1950)
- Il segreto di Cristoforo Colombo (Alba de America), regia di Juan de Orduña (1951)